# Das Model
Das Modell è un singolo del gruppo musicale tedesco Kraftwerk, pubblicato nel 1978.

## Descrizione
Scritta principalmente da Karl Bartos con l'aiuto di Ralf Hutter, i testi sono dell'artista Emil Schult. Il brano fa parte del settimo lavoro in studio del gruppo: Die Mensch-Maschine. Il pezzo arrivò al numero 43 nella classifica olandese e al 39 in quella statunitense. In Germania fu settimo.
Emil Schult, per scrivere il testo della canzone, si ispirò all'amore verso una modella. Scrisse anche la musica, ma poiché era incentrata sulle note di una chitarra, strumento fuori luogo nei Kraftwerk, fu scartata. La parte musicale fu quindi composta da Bartos e Hutter. Secondo Bartos, egli compose la sezione "A", quella principale, mentre Hutter la sezione "B".
La prima volta, The Model fu pubblicato in formato 7" con sul lato B una versione già pubblicata di Neonlicht (Neonlights). Il brano fu ripubblicato in versione EP, con altre due canzoni: Die Roboter e Trans Europa Express. Nel 1981 la casa discografica del gruppo, la EMI, distribuì nuovamente la canzone con Computer Love sul lato B.

## Tracce (parziale)
7" BRD 1978
1. Das Modell – 3:38
2. Neonlicht – 5:04

7" GB 1981
1. Das Modell – 3:38
2. Computer Love – 3:00

## Formazione
- Ralf Hütter: sintetizzatori, voce
- Florian Schneider: sintetizzatori
- Karl Bartos: sintetizzatori
- Wolfgang Flür: batteria elettronica

## Cover (parziale)
Si contano non meno di 60 diverse reinterpretazioni del brano Das Modell.
- Una cover del brano eseguita dai Big Black è stata pubblicata nell'album Songs About Fucking uscito nel 1987.
- Una cover del brano, riarrangiata per quartetto d'archi, è stata incisa dal Balanescu Quartet nel loro album del 1992 Possessed con il titolo Model. Questa versione del brano viene utilizzata come sigla della trasmissione di Rai Radio 3 Tutta la città ne parla.[1]
- Una reinterpretazione del brano è stata eseguita dai Rammstein nel 1997.